# It’s 2059, and the Rich Kids are Still Winning
It’s 2059, and the Rich Kids are Still Winning (deutsch Es ist 2059 und die reichen Kinder gewinnen noch immer) ist eine Science-Fiction-Kurzgeschichte des US-amerikanischen Schriftstellers Ted Chiang, zuerst veröffentlicht in der The New York Times am 27. Mai 2019 als Teil dessen neuer Serie Op-Eds from the Future (deutsch Kommentare aus der Zukunft). Als einzige der Kurzgeschichten von Ted Chiang ist diese bisher nicht in deutscher Übersetzung erschienen.

## Handlung
Im Jahr 2059 soll die soziale Ungleichheit zwischen Arm und Reich abgebaut werden, indem eine künstliche Steigerung der Intelligenz bei Kindern vorgenommen wird. Jedoch schlägt das Experiment komplett fehl, da das System den reichen Kindern weiter Vorteile verschafft.

## Auszeichnung
It’s 2059, and the Rich Kids are Still Winning war in der finalen Auswahl für den Locus Poll Award für die beste Kurzgeschichte im Jahr 2020.